# 1958 год в театре
1958 год в театре

## События
- 27 января — в Вашингтоне между СССР и США подписано соглашение о научном и культурном обмене (т. н. соглашение Лэйси—Зарубина); в том же году Ансамбль народного танца СССР под руководством Игоря Моисеева стал первым со сталинских времён советским коллективом, выехавшим на гастроли в США и Канаду.

### Постановки
- 17 января — в Нью-Йорке, на сцене Городского центра музыки и драмы[англ.], состоялась премьера одноактного балета Джорджа Баланчина «Звёзды и полосы».
- 27 октября — в Лондоне, на сцене театра «Ковент-Гарден», состоялась премьера балета Фредерика Аштона «Ундина[англ.]» (композитор и дирижёр Ханс Вернер Хенце, главные партии исполнили Марго Фонтейн и Майкл Сомс[англ.]).
- Премьера пьесы «Тень» в Московском театре сатиры, режиссёр Эраст Гарин[1].

## Деятели театра

### Родились
- 3 января — Александр Половцев, актёр театра и кино.
- 17 февраля — Грегори-Саид Багов, актёр театра и кино.
- 30 марта — Вадим Андреев, актёр театра и кино.
- 9 апреля — Елена Кондулайнен, актриса театра и кино.
- 20 мая — Алексей Гуськов, актёр, продюсер, заслуженный артист России.
- 30 мая — Елена Майорова, актриса театра и кино, заслуженная артистка РСФСР.
- 13 июня — Сергей Маковецкий, актёр театра и кино.
- 1 сентября — Сергей Гармаш, актёр театра и кино.
- 21 сентября — Виктор Вержбицкий, актёр театра и кино, заслуженный артист России.
- 6 декабря — Александр Балуев, актёр театра и кино.

### Скончались
- 13 февраля — Владимир Володин, российский и советский актёр оперетты, киноактёр, народный артист РСФСР (1947), лауреат Сталинской премии (1951).
- 26 марта — Миа Бакман, финская актриса театра и кино, режиссёр, театральный деятель.
- 15 мая — Эрика Ханка, австрийская артистка балета, балетмейстер.
- 4 июня — Александр Инашвили, оперный певец (баритон), народный артист СССР (1950).
- 1 июля — Мета Лутс, эстонская и советская актриса театра и кино. Заслуженная артистка Эстонской ССР.
- 19 июля — Кароль Адвентович, польский актёр театра и кино.
- 28 ноября — Мойше Ойшер, американский еврейский актёр театра и кино.